# تلافی (فیلم ۱۳۸۶)
تلافی فیلمی به کارگردانی سعید اسدی، تهیه‌کنندگی یدالله شهیدی و نویسندگی عباس شیرمحمدی محصول سال ۱۳۸۶ است. این فیلم در تاریخ ۱۱ اردیبهشت ۱۳۸۷ بر روی پرده سینما رفت.

## خلاصه فیلم
یک زن و شوهر جوان به دلیل اختلاف‌های زیاد تصمیم به جدایی می‌گیرند. امادرست روز پیش از طلاق مرد متوجه می‌شود که زنش سرطان دارد و نهایتاً تا ۲ ماه دیگر زنده است؛ بنابراین تصمیم می‌گیرد تا مانع طلاقشان شود و بعد از مرگ همسرش وارث او باشد…

## بازیگران
| بازیگر          | نقش          |
| --------------- | ------------ |
| حمید گودرزی     | حمید         |
| نیوشا ضیغمی     | رعنا         |
| سیروس گرجستانی  | جلال         |
| مهدی امینی خواه | هوشنگ        |
| احمد پورمخبر    | راننده تاکسی |
| کیانوش گرامی    | تراب         |
| محمد شیری       | محضردار      |
| سیمون سیمونیان  | دکتر مرتضوی  |
| علی کاظمی       | اسی          |
| مجید شهریاری    | معمار        |